# Beijerska huset, Malmö
Beijerska huset är en byggnad med adress Norra Vallgatan 70, Malmö. Det uppfördes 1872–1873 av grosshandlaren Gustaf Adolf Hedman, efter ritningar av Helgo Zettervall. Byggnaden, i nyrenässansstil, är sammanbyggd på gårdssidan med de vid Västergatan belägna Rosenvingeska huset, som också ägdes av Gustaf Adolf Hedman. Beijerska huset innehöll ursprungligen eleganta bostadsvåningar, kontor och butiker samt magasin i anslutning till Rosenvingeska huset. 
Beijerska huset fick sitt nuvarande namn efter att firma G & L Beijer övertog det 1917 och byggde om det till kontor. Tillsammans med Rosenvingeska huset blev den 1993 förklarat som byggnadsminne.